# Sportovní videohra

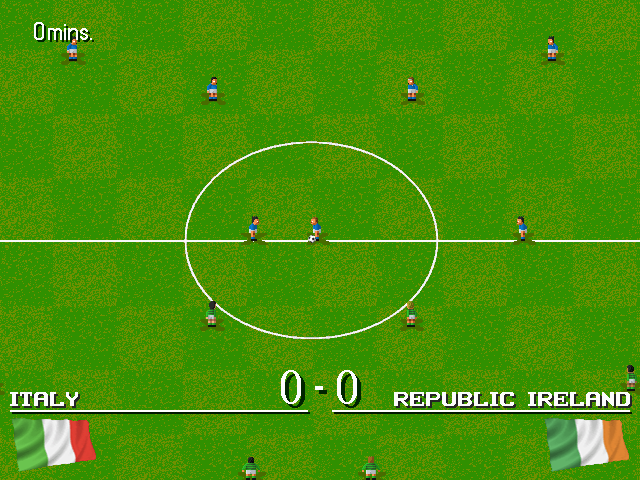
Snímek hry Yoda Soccer

Sportovní videohra (anglicky sports video game, sports game) je herním žánrem, jehož námětem je jakýkoliv sport. Nejčastěji se jedná o simulace. Ve většině sportovních her hrají primární roli prvky, jako jsou například rychlost, načasovanost, taktika, postřeh, pohotovost a důvtip.
Mezi sportovní počítačové hry lze zařadit i závodní simulace vozidel, avšak simulátory jsou obvykle kromě toho řazeny i do samostatné kategorie a do kategorie strategických videoher.
Nejpopulárnějšími počítačovými hrami bývají simulace hokejových, basketbalových a fotbalových klání. Těmito náměty se zabývá např. americká firma EA Sports, která vytvořila například tituly NHL, NBA a FIFA. Názvy jsou odvozeny od asociací sdružující týmy ve svých ligách. EA Sports vydává tyto hry každoročně s obměněnými kádry týmů, ekvivalentních daným transakcím proběhlým během daného roku, vždy v novém grafickém zpracování a s inovativními změnami. Jako sériový produkt proto dostávají nová vydání hry název příslušné asociace doplněný o označení roku, následujícího po roce započaté sezóny. Ta v těchto ligách začíná obvykle na podzim. Např. hokejová hra simulující kanadsko-americkou ligu, vydaná v roce 2005, tak nese označení NHL 2006). Mezitím však uběhlo několik let a tato hokejová hra se vyvíjela a praktický každý rok přibyl jeden titul.
V počítačových hrách samotných však také dochází ke změně. Sportovní počítačové hry se přenášejí z počítače na internet a stávají se dalším prvkem komunikace mezi uživateli internetu. Sportovní stránka zde převládá, avšak důležitou součástí her je i chat a pošta mezi jednotlivými hráči. Jedním z příkladů je například hokejový Manager PPM (Powerplay manager).

## Podžánry
Stejně jako jiné žánry počítačových her se i sportovní hry dělí do více podžánrů.

### Arkádové sportovní videohry
Základním prvkem arkádových her je dosahování co nejvyššího možného skóre. Tento prvek se pak promítá i ve většině sportovních her, a proto identifikujeme i tento subžánr, jehož představiteli mohou být hry NFL Blitz nebo série NBA Jam.

### Sportovní simulátory
Oproti arkádovým hrám jsou simulátory založeny na reálných podkladech, tudíž často přejímají sportovní klání, soutěže, ligy atp. z běžného sportovního života. Nejčastěji tak můžeme narazit na fotbalové nebo hokejové simulátory

### Manažerské sportovní videohry
V rámci sportovních her nalezneme i tituly, které se zaobírají nejen hrou samotnou, ale i manažerským pozadím. Například v herní sérii Football Manager tak není vaším cílem pouze dirigovat tým, ale starat se i o všechny věci s týmem související. Sponzoring, spokojenost vedení, prodlužování smluv, nákupy hráčů, rozšiřování realizačního týmu, budování akademie a dalších zařízení atp.

### Multisportovní videohry
Žánr, který v rámci jedné hry propojuje více sportovních her. Představitelem je například Wii Sports Resort.

### Bojové videohry
Bojové videohry založené na sportu jsou dnes velmi moderní a to zejména díky vysoké popularitě UFC nebo WWE.